# 伊萬尼夫卡 (波爾塔瓦區)
49°23′56″N 35°3′5″E / 49.39889°N 35.05139°E
伊萬尼夫卡（烏克蘭語：Іванівка）是位於烏克蘭中部的镇，由波爾塔瓦州波爾塔瓦區的卡爾利夫卡市鎮負責管轄。該村距離利皮揚卡2公里，面積0.37平方公里，海拔高度132米，2001年人口397。